# Wilhelmsberg
Wilhelmsberg  är en byggnad vid Danska vägen 8 i stadsdelen Bö i östra Göteborg.
År 1870 lät köpman Julius Lindström bygga villan Wilhelmsberg efter ritningar av Victor von Gegerfelt. Lindström är en gammal Göteborgssläkt som verkat inom affärslivet i fyra generationer. På 1870-talets mitt inrättade Julius Lindström Lindströmska stiftelsen för pauvres honteux. 
Byggnaden består av källarvåning, entréplan med huvudvåningen, samt en inredd takvåning. Exteriören är oregelbunden, med torn av varierande storlek, balkonger och altaner. Fasaden består av ljust tegel med inslag av mörkare tegel och taket är klätt med skiffer.
Förebilden för Wilhelmsberg var ett slott i Normandie. Biskopsvillan som stod på platsen före flyttades till Getebergsäng kring 1870. I ägarlängderna återfinns grosshandlarna C. Sirenius, G. Kollberg, G. Lindström samt O. Wallerius. År 1917 lät den sistnämnde göra en omfattande restaurering. Målningarna över galleriets dörrpartier utfördes av Nils Asplund.
År 1920 köpte generalkonsul Christian Berner fastigheten, varefter byggnaden moderniserades. När den 1969 hotades av rivning inköptes den av byggnadsingenjör Sven Nylund.
År 2008 köpte Stefan Fransson fastigheten för 22,7 miljoner kronor. År 2016 köpte Wilhelmsberg Fastighet AB fastigheten för 47 miljoner kronor av den tidigare ägarens dödsbo.